# Ридли, Мэтт, 5-й виконт Ридли

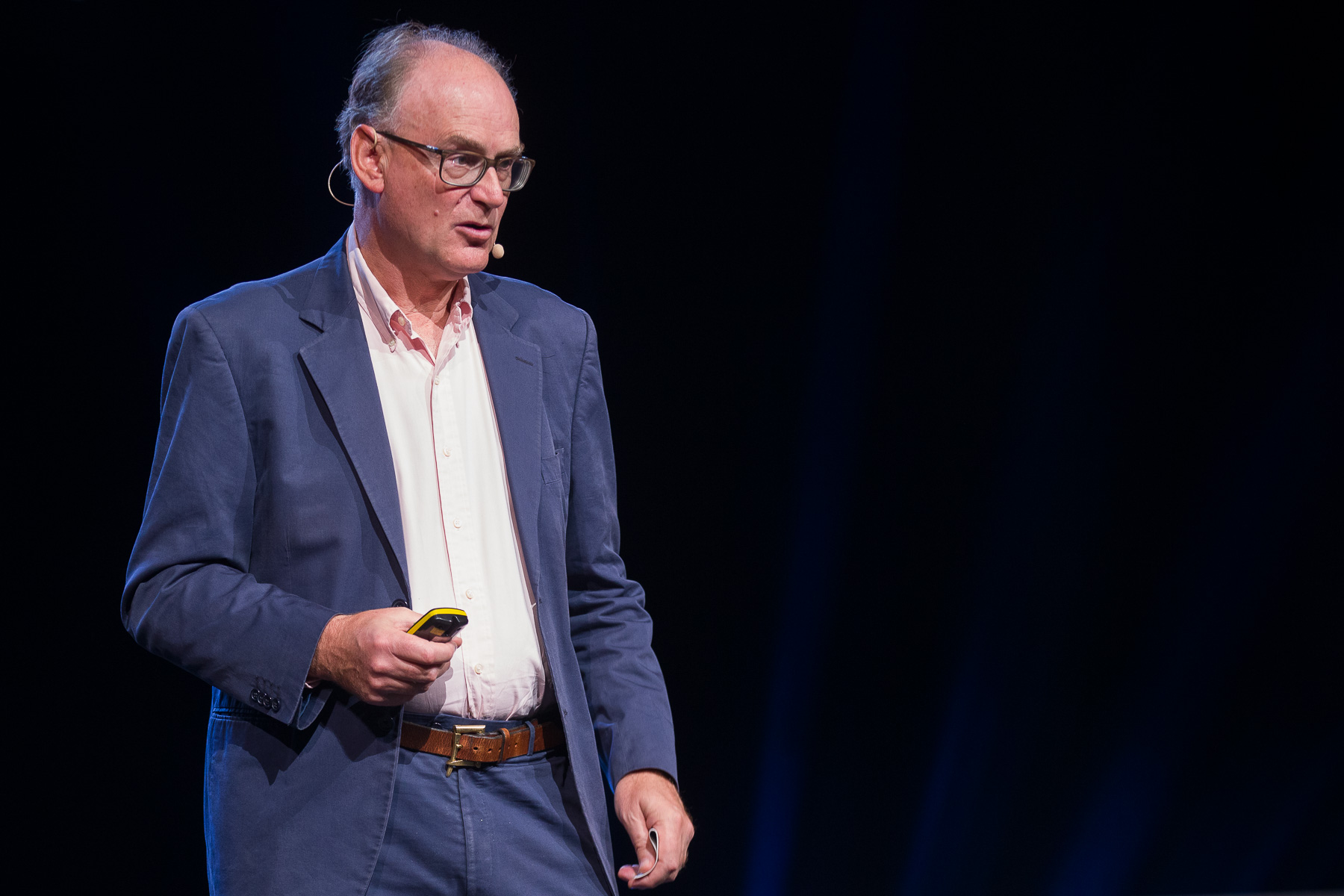

Мэттью Уайт Ридли, 5-й виконт Ридли (англ. Matthew White Ridley, 5th Viscount Ridley; род. 7 февраля 1958, Нортамберленд) — британский пэр, журналист и бизнесмен. Наиболее известен работами по науке, окружающей среде и экономике. Написал несколько научных книг, в том числе «Красная королева: секс и эволюция человеческой природы» (1994 г.), «Геном» (1999 г.), «Рациональный оптимист: как развивается процветание» (2010 г.) и «Эволюция всего: как появляются идеи» (2015 г.). Ведёт блог и регулярно публикуется в газете «Таймс».
Ридли — либертарианец и убежденный сторонник Brexit. Он унаследовал виконтство в феврале 2012 года и был консервативным наследственным пэром с февраля 2013 года, с избранным местом в Палате лордов, до своей отставки в декабре 2021 года.
С 2004 по 2007 год председатель британского банка Northern Rock. В этот период банк пережил первую в Британии за 130 лет банковую панику. Ридли подал в отставку, а банк был спасен правительством Великобритании; что привело к его национализации.

## Ранняя жизнь и образование
Родился в Англии. Единственный сын Мэттью Уайта Ридли, 4-го виконта Ридли (1925—2012), и леди Энн Кэтрин Габриэль Ламли (1928—2006), дочери Роджера Ламли, 11-го графа Скарборо. Он является племянником депутата-консерватора и министра Николаса Ридли и правнуком Эдвина Лаченса.
Ридли учился в Итонском колледже с 1970 по 1975 год, а затем поступил в колледж Магдалины в Оксфорде, чтобы изучать зоологию. Получив степень бакалавра с отличием первого класса, Мэтт Ридли продолжил исследования брачной системы обыкновенного фазана (Phasianus colchicus) под руководством Криса Перринса для получения степени доктора философии в 1983 году.

## Карьера

### Журналистика
Мэтт Ридли присоединился к The Economist в 1984 году. До 1987 года работал научным редактором, с 1987 по 1989 год — корреспондентом в Вашингтоне, а с 1990 по 1992 год — американским редактором. Он был обозревателем Daily Telegraph и Sunday Telegraph и редактором Best American Science Writing 2002.
С 2010 по 2013 год Ридли вел еженедельную колонку «Разум и материя» для Wall Street Journal, которая «исследует науку о человеческой природе и ее последствиях».
С 2013 года Мэтт Ридли ведет еженедельную колонку в «The Times» о науке, окружающей среде и экономике.
Ридли написал большую часть основной статьи августовского выпуска журнала BBC Focus за 2017 год. Статья объясняет его скептицизм в отношении истощения ресурсов, оспаривая широко распространенное мнение о том, что истощение ресурсов является важной проблемой. В качестве доказательства он приводит различные предыдущие страхи ресурсов.

### Northern Rock, 1994—2007
В 1994 году Мэтт Ридли стал членом правления британского банка Northern Rock. Его отец был членом совета директоров в течение 30 лет и председателем с 1987 по 1992 год. Ридли стал председателем в 2004 году.
В сентябре 2007 года Northern Rock стал первым британским банком с 1878 года, пострадавшим от финансового кризиса 2007-2010 годов. Банк обратился в Банк Англии за экстренным ликвидным финансированием в начале финансового кризиса 2007—2008 годов, но потерпел неудачу, и Northern Rock был национализирован. Он ушел с поста председателя в октябре 2007 года. Парламентский комитет раскритиковал Ридли за то, что он не признал риски финансовой стратегии банка и «нанес ущерб репутации британской банковской отрасли».

### Бизнес
С 1996 по 2003 год Ридли был председателем-основателем Международного центра жизни, который открылся в 2000 году как некоммерческий научный центр в Ньюкасле-апон-Тайне, и в настоящее время является его почетным пожизненным президентом. С июля 2000 по июнь 2008 года он был неисполнительным директором PA Holdings Limited вместе с Виктором Хальберштадтом.
Он был губернатором Фонда Дитчли, который организует конференции для дальнейшего образования и понимания британцев и североамериканцев. Он участвовал в конференции Ditchley в феврале 2000 года.

### Меценатство
Он является покровителем гуманистов Великобритании.

### Нортумберленд
Banks Group и Blagdon estate разработали и спонсировали строительство Northumberlandia, или Lady of the North, огромной наземной скульптуры в форме лежащей женской фигуры, которая была частично заказана и спонсирована Ридли. В настоящее время управляется благотворительной группой под названием the Land Trust, это самая большая форма рельефа в мире, изображающая человеческую форму, и, благодаря частному финансированию, строительство обошлось в 3 миллиона фунтов стерлингов. Привлекая более 100 000 человек в год, художественный проект Нортумберленда, туризм и культурная достопримечательность выиграли глобальную премию ландшафтной архитектуры и были названы «Мисс Мира».
Королевское сельскохозяйственное общество Англии наградило Ридли Золотой медалью Бледисло в 2015 году за работу, проделанную в его поместье Блэгдон, заявив, что оно «хотело подчеркнуть обширную работу по улучшению окружающей среды, которая была проведена по всей земле».

## Публикации
Ридли наиболее известен как автор ряда научно-популярных книг, перечисленных ниже:
- Красная королева: Секс и эволюция человеческой природы, 1993 год. В «Зазеркалье» Льюиса Кэрролла Алиса встречает Красную Королеву, которая остается на одном месте, как бы быстро она ни бежала. В этой книге отстаивается теория Красной Королевы об эволюции полового размножения: оно эволюционировало таким образом, что возникающие в результате генетические вариации мешали постоянно мутирующим паразитам.
- Происхождение альтруизма и добродетели. От инстинктов к сотрудничеству, 1996 год
- Геном: автобиография вида в 23 главах, 1999 год. В этой книге исследуется один недавно открытый ген из каждой из 23 хромосом человека. Он был номинирован на премию Сэмюэля Джонсона в 2000 году[33].
- Природа через воспитание: гены, опыт и то, что делает нас людьми, 2003 год (также позже выпущенный под названием «Ген проворства: как природа включает воспитание» в 2004 г.). В этой книге обсуждаются причины, по которым людей можно считать одновременно свободными волями и мотивируемыми инстинктами и культурой.
- Гибкий ген: как природа включает воспитание, 2004 год
- Фрэнсис Крик: первооткрыватель генетического кода, 2006 год. Биография Ридли Фрэнсиса Крика получила премию Дэвиса в области истории науки от Общества истории науки США.
- Рациональный оптимист: как развивается процветание, 2010 год. Рациональный оптимист в первую очередь сосредотачивается на преимуществах врожденной человеческой склонности к торговле товарами и услугами. Ридли утверждает, что эта черта является источником человеческого процветания, и что, поскольку люди все больше специализируются в своих наборах навыков, у нас будет больше торговли и еще больше процветания[34]. Он был номинирован на премию BBC Samuel Johnson Prize 2011 года[35].
- Эволюция всего: как возникают идеи, 2015 год[36][37][38][39][40]. В «Эволюции всего» Ридли «приводит аргументы в пользу эволюции, а не дизайна, как силы, которая сформировала большую часть культуры, технологий и общества и даже сейчас формирует наше будущее». Он утверждает, что «Изменения в технологиях, языке, смертности и обществе постепенны, неумолимы, постепенны и спонтанны… Большая часть человеческого мира является результатом человеческой деятельности, но не человеческого замысла; она возникает в результате взаимодействия миллионов, не из планов немногих»[41]. Научный писатель Питер Форбс, пишущий в The Independent, описывает книгу как «выдающийся опус Ридли, … десятилетия в создании». Forbes утверждает, что Ридли был вдохновлен долгой работой римского поэта Лукреция об «атеистическом атомизме» De rerum natura, чьи «аргументы кажутся сверхъестественно современными: как аргументы Ричарда Докинза 2000 лет назад». Forbes счел главу о технологиях «совершенно убедительной», самой удовлетворительной в книге. Но он считает, что «постоянная полемика в защиту либертарианских антигосударственных идей не отличается от идей Республиканской партии чаепития США». Forbes называет Ридли «еретиком по большинству пунктов», заявляя, что в книге много эксцессов. Тем не менее, он считает книгу необходимым чтением[42].
- Как работают инновации: и почему они процветают на свободе, 2020 год. В этой книге утверждается, что инновация — это неорганизованный восходящий процесс, который возникает в результате совокупной работы множества людей низшего уровня, а не работы одиночных гениев наверху. Более того, инновации плохо понимаются экономистами, и им часто препятствуют политики. Ридли делает свое дело, исследуя исторические примеры, а не апеллируя исключительно к абстрактным принципам.
- Вирусный: поиск происхождения COVID-19. Написано совместно с Алиной Чан[43][44] и опубликовано в ноябре 2021 года[45][46][47].

Хотя Ридли менее известен, чем его научно-популярные книги, первой книгой Ридли была « Бородавки и все: мужчины, которые хотели бы быть Бушем» (1989), в которой описывалась эволюция публичного имиджа Джорджа Буша-старшего во время президентских выборов в США 1988 года. В последние годы Ридли охарактеризовал свою первую книгу как «плохую» и выразил благодарность за то, что мало кто о ней знает . Он больше не продвигает книгу на своем личном сайте.
В 2006 году Ридли написал главу в сборнике эссе «Ричард Докинз: как ученый изменил то, как мы думаем» в честь своего друга Ричарда Докинза (под редакцией его почти тезки Марка Ридли).
Выступление Ридли на конференции TED 2010 года «Когда идеи занимаются сексом» набрало более 2 миллионов просмотров . Ридли утверждает, что обмен и специализация — это черты человеческого общества, которые ведут к развитию новых идей, и поэтому человеческое общество представляет собой «коллективный мозг».

## Политические и научные взгляды

### Роль государственного регулирования
В 2006 году в интернет-журнале Edge-the third culture Мэтт Ридли написал ответ на вопрос «В чем ваша опасная идея?» которая называлась «Правительство — это проблема, а не решение», в которой он описывает свое отношение к государственному регулированию: «В каждую эпоху и во все времена были люди, которые говорили, что нам нужно больше регулирования, больше правительства. Иногда они говорят, что нам это нужно, чтобы защитить биржу от коррупции, установить стандарты и полицейские правила, и в этом случае они правы, хотя часто они это преувеличивают… Опасная идея, которую мы все должны усвоить, заключается в том, что чем больше мы ограничиваем рост правительства, тем лучше мы все будем».
В 2007 году защитник окружающей среды Джордж Монбио написал статью в The Guardian, в которой связал либертарианскую экономическую философию Ридли с провалом Northern Rock в 27 миллиардов фунтов стерлингов . 1 июня 2010 года Монбио продолжил свою предыдущую статью в контексте только что опубликованной книги Мэтта Ридли «Рациональный оптимист». Монбио считал, что Ридли не смог извлечь уроки из краха Northern Rock.
Ридли ответил Монбио на своем сайте, заявив: «Недавнее нападение Джорджа Монбио на меня в The Guardian вводит в заблуждение. Я не ненавижу государство. На самом деле мои взгляды гораздо более сбалансированы, чем подразумевают выборочные цитаты Монбио» . 19 июня 2010 года Монбио опубликовал еще одну статью на сайте Guardian, в которой поставил под сомнение утверждения Ридли и его ответ. Затем Ридли защищал Теренс Кили в следующей статье, опубликованной на сайте Guardian.
В ноябре 2010 года «Уолл Стрит Джорнал» опубликовала пространное обмен между Ридли и Майкрософт основатель Билл Гейтс на темы, обсуждаемые в книге Ридли рациональный оптимист. Гейтс сказал, что «мистер Ридли не понимает, что тревожиться о худшем случае—впадают в пессимизм, в определенной степени, могут реально способствовать решению проблемы»; Ридли сказал: «Я, конечно, не говорю, Не парься, будь счастлив.' Вернее, я хочу сказать, не отчаивайтесь, будьте честолюбивы.'»
Ридли кратко его собственное мнение о его политической философии в 2011 году, Хайек лекция: «[Т]шляпа личности не является — и не были на 120.000 лет — в состоянии поддерживать свой образ жизни; что особенностью торговли является то, что она позволяет нам работать друг для друга не просто для себя, что нет ничего антисоциального (или обедняет), как стремление к самостоятельности; и что авторитарно, сверху вниз правилу не является источником того или прогресс.»
В обмене электронной почтой Ридли ответил на неоднократные обвинения экологического активиста Марка Лайнаса в правой повестке дня следующим ответом:
На тему лейблов вы неоднократно называете меня членом «правых». Опять же, на каком основании? Я не реакционер в том смысле, что не хочу социальных изменений: я делаю это совершенно ясно на протяжении всей моей книги. Я не любитель иерархии в смысле доверия центральной власти государства: совсем наоборот. Я не консерватор, который защищает крупные монополии, государственные или частные: я отмечаю, как конкуренция вызывает творческое разрушение, которое приносит пользу потребителю против интересов укоренившихся производителей. Я не проповедую то, что богатые хотят услышать—богатые хотят услышать Евангелие Монбиота, что технологические изменения-это плохо, что hoi polloi должен прекратить засорять аэропорты, что дорогая домашняя органическая еда-это путь, что большой бизнес и большая государственная служба должны быть ответственными. Так в каком смысле я прав? Я социально-экономический либерал: я считаю, что экономическая свобода ведет к большим возможностям для бедных стать менее бедными, поэтому я за это. На мой взгляд, рыночный либерализм и социальный либерализм идут рука об руку
.
Ридли утверждает, что способность людей к изменениям и социальному прогрессу недооценивается, и отрицает то, что он считает чрезмерно пессимистическими взглядами на глобальное изменение климата и снижение рождаемости на Западе.

### Изменение климата
В 2014 году статья в Wall Street Journal, написанная Ридли, была оспорена Джеффри Саксом из Института Земли Колумбийского университета. Сакс назвал «абсурдной» характеристику Ридли статьи в журнале Science двух ученых Сяньяо Чена и Ка-Кит Тунга. Сакс бросил вызов утверждениям Ридли и заявил, что «выводы газеты прямо противоположны выводам Ридли». Ридли ответил, что "смешно, отвратительно и ложно обвинять меня во лжи или "полном искажении науки". Я неоднократно просил мистера Сакса снять обвинения в Твиттере. Он отказался это сделать…"
Друзья Земли связали оппозицию Ридли науке о климате с его связями с угольной промышленностью. Он является владельцем земли на северо-востоке Англии, на которой работает поверхностная угольная шахта Шоттон, и получает платежи за шахту. В 2016 году он был обвинен в лоббировании угольной промышленности, основываясь на электронном письме, которое он написал министру энергетики правительства Великобритании, описывая компанию из Техаса, которая планировала изолировать углерод в материалы, полезные для промышленного химического производства. Жалоба была отклонена парламентским комиссаром по стандартам.

### Сланцевый газ и гидроразрыв
Ридли был одним из первых комментаторов, обнаруживших экономическое значение сланцевого газа. Он является сторонником ГРП. Тем не менее, он был признан виновным в нарушении парламентских Кодекса поведения в Палате лордов комиссар по стандартам не устно разглашать в обсуждениях на тему личных интересов, на сумму не менее £50 000 в Weir Group , который был описан как «крупнейший в мире поставщик специального оборудования, используемого в процессе» о ГРП.

### Евроскептицизм
Ридли является евроскептиком и выступает за снятие (выходе Великобритании из ЕС) Великобритании из Европейского Союза в 2016 Соединенным Королевством членства в Европейском Союзе референдума. Он появился в выходе Великобритании из ЕС: в кино, утверждая, что Англия вернуться к политике свободной торговли, которая отличала его после 1845 до 1930-х годов.

### Антикапитализм свободного рынка
Ридли написал колонку 2017 года, в которой обосновывал антикапитализм свободного рынка. Он утверждает, что неверно называть «капитализм» и «рынки» одним и тем же, потому что «торговля, предпринимательство и рынки — для меня — полная противоположность корпоративизму и даже „капитализму“, если под этим словом вы подразумеваете капиталоемкие организации с монополистическими амбициями. Рынки и инновации-это созидательно-разрушительные силы, которые подрывают, бросают вызов и изменяют корпорации и государственную бюрократию от имени потребителей. Таким образом, большой бизнес-такой же враг, как и большое правительство, а большой бизнес в противостоянии с большим правительством иногда бывает хуже всего».

### COVID-19
Ридли написал в мае 2020 года, что «исследование происхождения нового коронавируса поднимает вопросы о том, как он стал настолько заразным у людей», и включил в качестве одной из возможностей «возможно, лаборатории». Его книга 2021 года Viral: The Search for the Origin of COVID-19, написанная вместе с Алиной Чан, выступает за теорию утечки лаборатории COVID-19.

## Награды и звания
В 1996 году он был приглашенным профессором в лаборатории Колд-Спринг-Харбор в Нью-Йорке, а в 2006 году был удостоен почетной степени доктора философии.
В 2003 году он получил почетную степень доктора философии в Букингемском университете, а в 2007 году-почетную степень DCL в Университете Ньюкасла.
В 2004 году он был избран членом Академии медицинских наук (FMedSci) за «большой вклад в привлечение общественности к биологическим наукам».
В 2011 году Манхэттенский институт присудил Ридли премию Хайека в размере 50 000 долларов за его книгу «Рациональный оптимист». В своей речи, Ридли сказал: «Как Хайек понял, что это человеческие взаимодействия, которые необходимы для общества работу… ключевой особенностью торговли является то, что она позволяет нам работать друг для друга не просто для себя, что попытки самостоятельности истинная форма эгоизма, а также быстрый путь к нищете; и что авторитарно, сверху вниз правилу не является источником порядка и прогресса» . В 2011 году, Ридли дал Ангус Миллар лекцию на тему «научную ересь» в Королевское общество искусств (RSA).
В 2012 году после смерти отца, Мэтт Ридли стал 5-м виконтом Ридли и бароном Уэнслидейлом. Он также является 9-м баронетом Ридли . В 2013 году он был избран наследственным пэром в Палату лордов как член Консервативной партии.
В 2013 году он был избран членом Американской академии искусств и наук и получил премию Джулиана Л. Саймона в марте 2012 года . В 2014 году он получил премию Free enterprise award от Института экономики.

## Личная жизнь
Когда его отец умер в 2012 году, Мэтт Ридли сменил его на посту 5-го виконта Ридли, взяв на себя управление семейным поместьем Блэгдон-Холл, недалеко от Стэннингтона, Нортумберленд, несколько лет назад.
16 декабря 1989 года Мэтт Ридли женился на докторе Ане Кристин Херлберт (р. 1958), профессоре неврологии в Университете Ньюкасла; они живут в северной Англии и имеют сына и дочь:
- Достопочтенный Мэттью Уайт Ридли (род. 27 сентября 1993)
- Достопочтенная Айрис Ливия Ридли (род. 16 июня 1997)

В 1980 году его сестра Роуз Ридли (1956—2020), вышла замуж за политика Британской консервативной партии Оуэна Патерсона, который до июля 2014 года занимал посты министра по делам Северной Ирландии и министра окружающей среды, продовольствия и сельских дел. За это время Ридли был описан как «во многих отношениях личный мозговой центр Патерсона».
В 2015 году команда Мэтта Ридли выиграла celebrity Christmas special of University Challenge, представляя колледж Магдален в Оксфорде, через год после того, как команда его сына, также Мэтью, выиграла студенческую версию , представляющую Тринити-колледж в Кембридже.